# Bio (album)
Bio è un album in studio del cantautore statunitense Chuck Berry, pubblicato nel 1973 dalla Chess Records.

## Tracce
1. Bio – 4:25
2. Hello Little Girl, Goodbye – 3:56
3. Woodpecker – 3:33
4. Rain Eyes – 3:47
5. Aimlessly Driftin' – 5:42
6. Got It and Gone – 4:19
7. Talkin' About My Buddy – 6:56

## Formazione
- Chuck Berry: chitarra, pianoforte, voce
- Stan Bronstein: sassofono
- Greg Edick: basso
- Rick Frank: batteria
- Wayne "Tex" Gabriel: chitarra
- Adam Ippolito: pianoforte
- Billy Peek: chitarra
- Ron Reed: batteria